# Giorgio Marengo

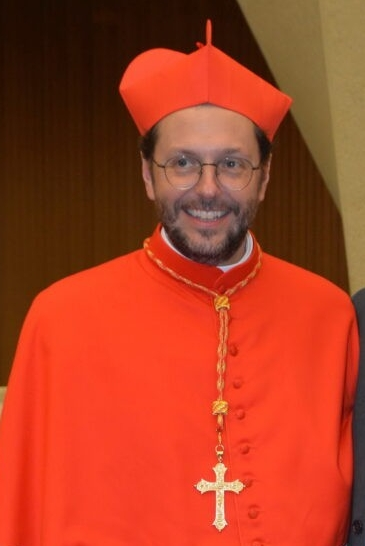
Giorgio Kardinal Marengo (2022)

Kardinalswappen

Giorgio Kardinal Marengo IMC (* 7. Juni 1974 in Cuneo, Italien) ist ein italienischer römisch-katholischer Ordensgeistlicher. Er ist seit 2020 Apostolischer Präfekt von Ulaanbaatar in der Mongolei.

## Leben
Giorgio Marengo trat der Ordensgemeinschaft der Consolata-Missionare bei und studierte von 1993 bis 1995 an der Theologischen Fakultät von Norditalien und anschließend bis 1998 an der Päpstlichen Universität Gregoriana. Am 24. Juni 2000 legte er die ewige Profess ab und empfing am 26. Mai 2001 durch den Erzbischof von Turin, Severino Kardinal Poletto, das Sakrament der Priesterweihe. Er ist ein ausgebildeter Exorzist und absolvierte als Student den Kurs „Exorzismus und Gebete um Befreiung“ am Päpstlichen Athenaeum Regina Apostolorum.
Von 2000 bis 2006 studierte Marengo an der Päpstlichen Universität Urbaniana und wurde in Missiologie promoviert. Neben seinen Studien war er seit der Priesterweihe als erster Vertreter seiner Ordensgemeinschaft in der Mongolei als Missionar tätig. Seit 2016 war er Regionalrat seines Ordens für Asien und Ordensoberer für die Mongolei.
Papst Franziskus ernannte ihn am 2. April 2020 zum Apostolischen Präfekten von Ulaanbaatar und zum Titularbischof von Castra Severiana. Die Bischofsweihe spendete ihm der Kardinalpräfekt der Kongregation für die Evangelisierung der Völker, Luis Antonio Tagle, am 8. August desselben Jahres im Turiner Consolata-Heiligtum. Mitkonsekratoren waren der Erzbischof von Turin, Cesare Nosiglia, und dessen Amtsvorgänger Severino Kardinal Poletto.
Im Konsistorium vom 27. August 2022 nahm ihn Papst Franziskus als Kardinalpriester mit der Titelkirche San Giuda Taddeo Apostolo in das Kardinalskollegium auf. Die Besitzergreifung seiner Titelkirche fand am 21. Mai 2023 statt. Marengo ist der erste in den 1970er-Jahren geborene Kardinal und war zum Zeitpunkt seiner Kreierung zudem der weltweit jüngste Kardinal.
Am 7. Oktober 2022 berief ihn Papst Franziskus zum Mitglied des Dikasteriums für die Evangelisierung. Im September 2023 empfing Kardinal Marengo Papst Franziskus auf dessen Reise in der Mongolei.
Nach dem Tod von Papst Franziskus nahm Kardinal Marengo am Konklave 2025 teil, das Leo XIV. wählte.
Am 24. Juni 2025 berief ihn Papst Leo XIV. zum Mitglied des Dikasteriums für die Institute geweihten Lebens und für die Gesellschaften apostolischen Lebens.